# مصطفى ترياقي
مصطفى ترياقي (بالتركية: Mustafa Tiryaki)‏ هو لاعب كرة قدم تركي في مركز الهجوم، ولد في 2 مارس 1987 في لندن في المملكة المتحدة. لعب مع 1461 طرابزون وكامبريدج يونايتد ونادي بوريهام وود ونادي ترانمير روفرز ونادي جوزتيبي وهافانت أند ووترلوفيل.

## وصلات خارجية
- مصطفي ترياقي على موقع اتحاد تركيا (لاعب) (الإنجليزية)
- مصطفي ترياقي على موقع قاعدة بيانات كرة القدم.إي يو (الإنجليزية)
- مصطفي ترياقي على موقع Soccerbase.com (لاعب) (الإنجليزية)
- مصطفي ترياقي على موقع Soccerway.com (الإنجليزية)
- مصطفي ترياقي على موقع عالم كرة القدم.نت (الإنجليزية)